# اونترپلایشفلد
اونترپلایشفلد (به آلمانی: Unterpleichfeld) یک شهر در آلمان است که در Würzburg واقع شده‌است.